# Naqsh-e Rostam

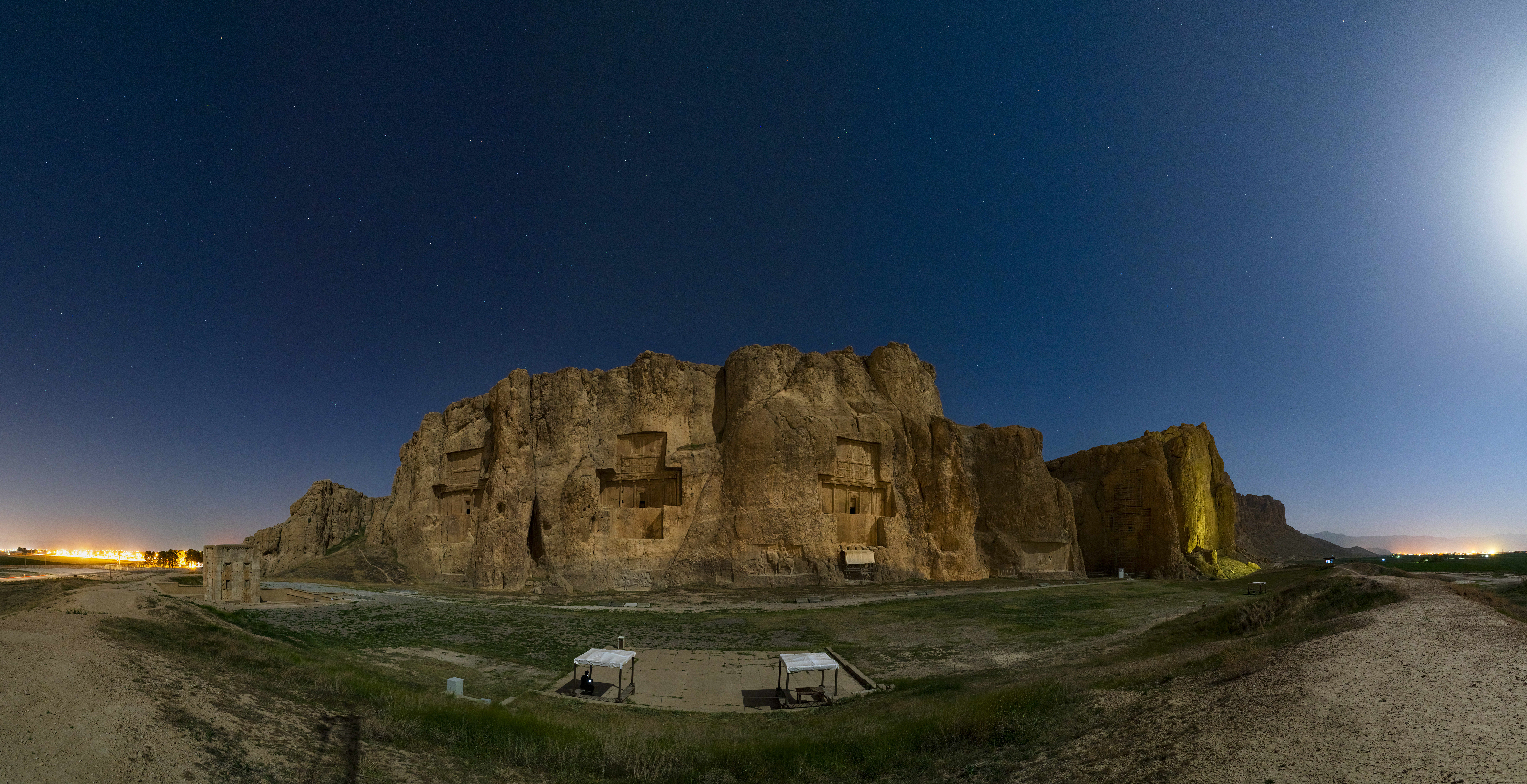
Naqsh-e Rostam

Naqsh-e Rostam (en persan : نقش رستم, Naqš-e Rostam) est un site archéologique situé à environ 5 km au nord-ouest de Persépolis, dans la province du Fars en Iran. Cet endroit est appelé Næqš-e Rostæm « le portrait de Rostam » parce que les Perses pensaient que les bas-reliefs sassanides sous les tombes représentaient Rostam, un héros mythique perse.
Naqsh-e Rustam contient quatre tombes royales achéménides rupestres, cruciformes et portant trois registres de bas-reliefs. Une de celles-ci, d'après les inscriptions qu'elle présente, serait la tombe de Darius Ier. Les trois autres tombes se trouvant aux côtés de celle de Darius Ier seraient celles de Xerxès Ier, Artaxerxès Ier et Darius II, mais elles ne portent aucune inscription permettant de les identifier avec certitude. On trouve dans la montagne derrière Persépolis deux autres tombes semblables, appartenant probablement à Artaxerxès II et Artaxerxès III, ainsi qu'une tombe inachevée qui pourrait être celle d'Arsès, ou plus sûrement de Darius III, le dernier de la lignée achéménide, qui fut renversé par Alexandre le Grand.
En plus des tombes, il y a aussi sept très grands bas-reliefs dans la roche de Naqsh-e Rustam, sous les tombes, sculptures commandées par les rois sassanides.
Faisant face à la roche se trouve la Ka'ba-ye Zartosht, un monument zoroastrien. À l'extrémité du site se trouvent deux petits autels du feu.

## Détail des bas-reliefs
1. La sculpture représente Narseh (296-304), fils aîné de Shapur Ier, en train d'être désigné Roi par la déesse Anāhītā (Nahid en persan moderne).
2. Ce bas-relief est situé sous la partie inférieure de la tombe de Darius le Grand et se compose de deux niches similaires. La sculpture du haut représente Vahram II (277-293) combattant l'ennemi.
3. Représente la conquête de Shapur Ier contre Valérien, empereur romain. Dans ce bas-relief, Shapur Ier est assis sur un cheval et Valérien s'agenouille aux pieds du cheval. Ceriyadis, le vainqueur de Valérien, se tient devant le cheval, et le roi d'Iran, avec ses mains jointes, lui offre le pouvoir sur l'est de l'empire romain.
4. Ce bas-relief montre la conquête de Hormizd II, un roi sassanide.
5. Sculpture représentant Vahram II battant ses ennemis.
6. Ce bas-relief représente une personne debout. À sa gauche, on peut voir une tête et un visage.
7. Représentation du fondateur des sassanides, Ardachîr Ier (226-242), ce bas-relief le représente en train d'être désigné Roi par Ahura Mazda.

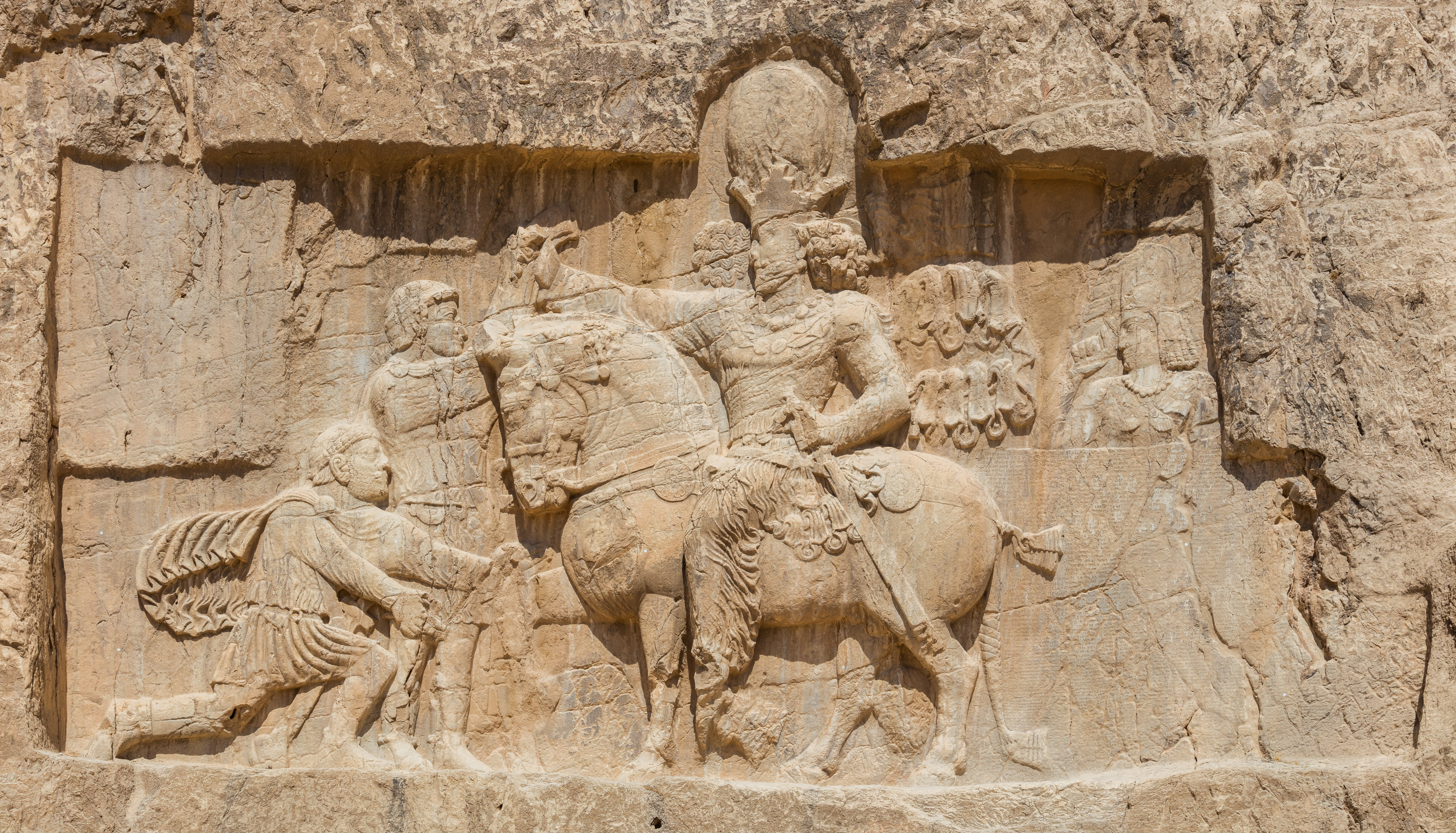
Un des bas-reliefs de Naqsh-e Rostam représentant le triomphe de Shapur Ier sur l'empereur romain Valérien et sur Philippe l'Arabe.
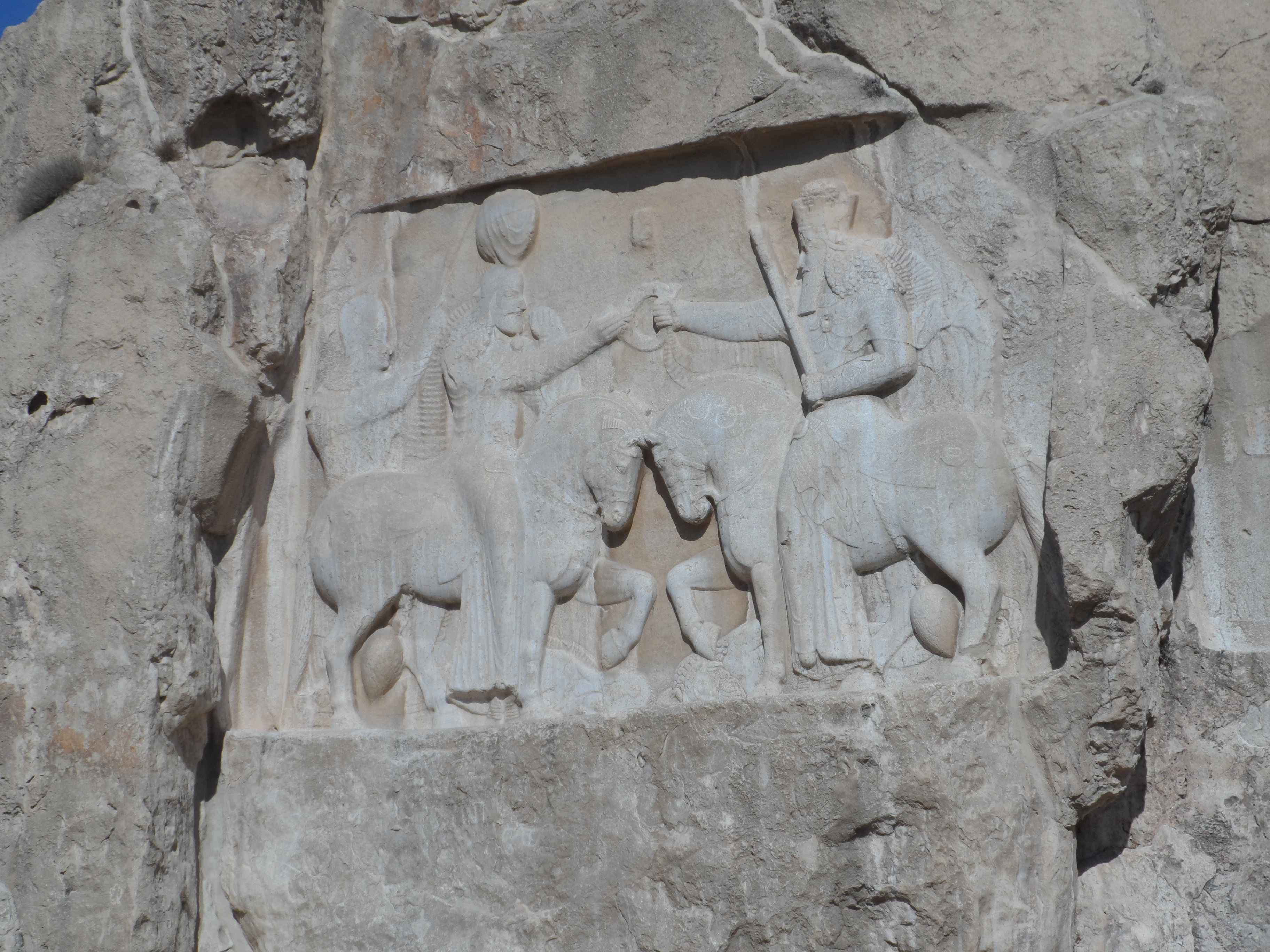
Naqsh-e Rostam, bas-relief : investiture d'Ardachîr Ier.
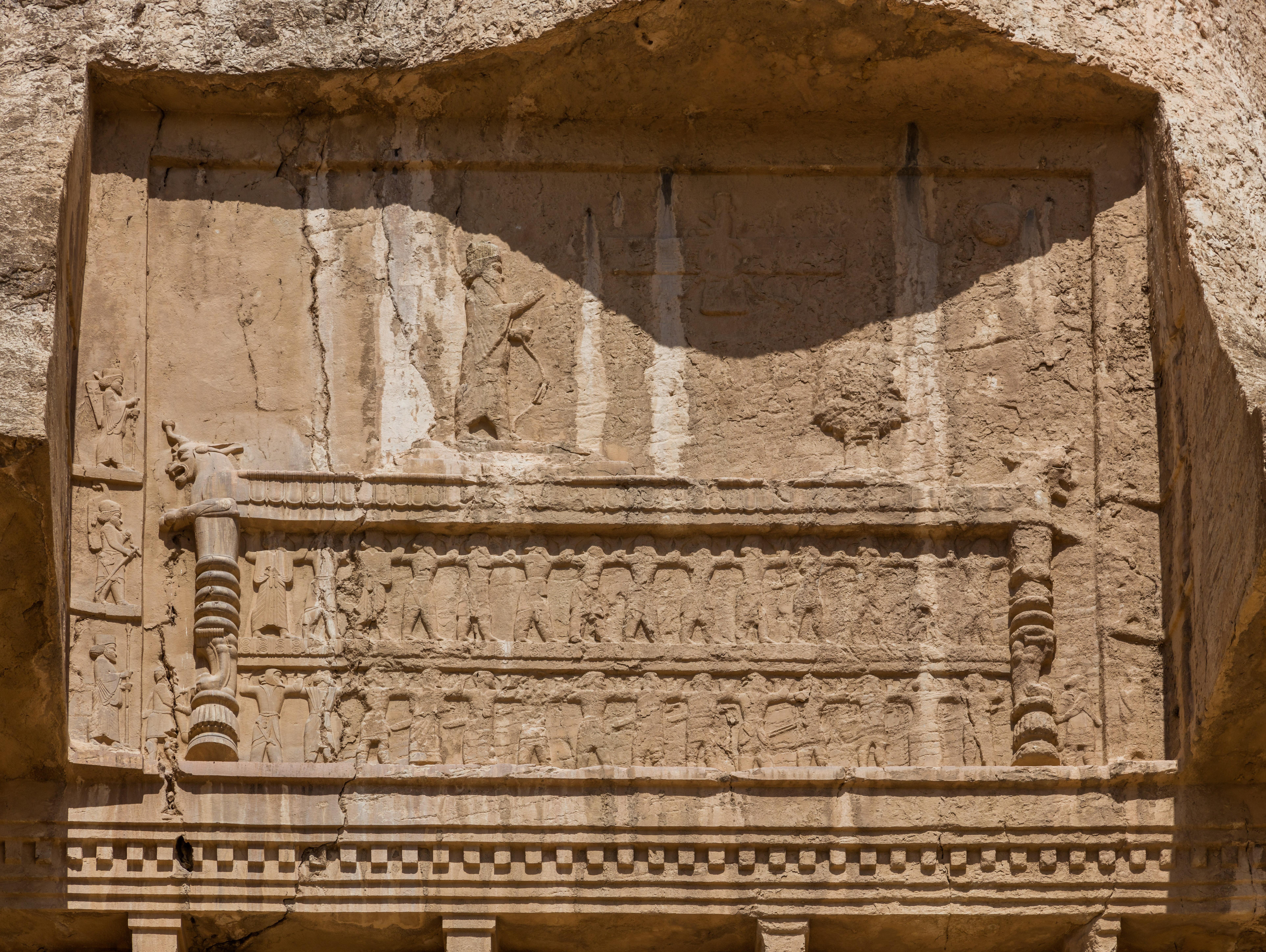
Un autre bas-relief.

### Inscription de Darius le Grand à Naqsh-e Rostam
1. Ahura Mazda est un grand Dieu, qui créa cette terre, qui créa le ciel, qui créa l'Homme, qui créa le bonheur pour l'homme, qui a fait Darius Roi, un des nombreux rois, un seigneur pour beaucoup.
2. Je suis Darius le Grand Roi, Roi des Rois, Rois des pays contenant tous types d'hommes, Roi de grands territoires sur cette grande Terre, fils de Hystaspès, un achéménide, un persan, fils d'un persan, un aryen, ayant une ascendance aryenne.
3. Darius le Grand dit : Par la faveur d'Ahura Mazda, ceux-là sont les pays que j'ai pris en dehors de la Perse; j'ai régné sur eux, ils m'ont versé un tribut; ce qu'il leur a été dit par moi, ils l'ont fait; ma loi - les a tenus fermement: Médie, Élam, Parthie, Arie, Bactriane, Sogdiane, Chorasmie, Drangiane, Arachosie, Sattagydie, Gandhara, Sind, Amyrgie, Scythes, Scythes aux chapeaux pointus, Babylonie, Assyrie, Arabie, Égypte, Arménie, Cappadoce, Sardes, Ionie, les Scythes de l'autre côté de la mer, Skudra, les Ioniens portant le petasos, Libye, Éthiopie, les hommes de Maka, la Carie.
4. Darius le Grand dit : Ahura Mazda, quand il a vu la terre en émoi, me l'accorda par la suite, me fit Roi; je suis Roi. Par la faveur d'Ahura Mazda, je la soumets à sa place; ce que je leur dit, ce qu'ils ont fait, tel qu'était mon désir. Si vous devez penser "Combien de pays a conquis le Roi Darius ?" Regardez les sculptures de ceux qui sont sur le trône, ensuite vous saurez, ensuite cela sera connu de vous : la lance de l'homme perse est allée très loin; ensuite cela sera connu de vous : un homme perse a livré bataille très loin de la Perse.
5. Darius le Roi dit : Ce qui a été fait, je l'ai fait par la volonté d'Ahura Mazda. Ahura Mazda m'a apporté de l'aide jusqu'à ce que je fasse le travail. Qu'Ahura Mazda me protège du mal, ainsi que ma maison royale et cette terre : Je prie Ahura Mazda, qu'Ahura Mazda me le donne !
6. Ô homme, ce qui est le commandement d'Ahura Mazda, qu'il ne vous répugne pas; ne vous écartez pas du bon chemin; ne vous levez pas en rébellion !

### Inscription de Shapur à Naqsh-e Rostam
Cette inscription a été découverte en 1936 par la mission de l'Institut Oriental de Chicago, gravée sur la partie inférieure des faces d'un monument rectangulaire d'origine achéménide:
1. Moi, l'adorateur de Mazda, le dieu Sapor, roi des rois des Iraniens et des Non-Iraniens, de la race des dieux, fils de l'adorateur de Mazda, du dieu Ardachir, roi des rois des Iraniens, de la race des dieux, petit-fils de Pâpak, roi. De l'Empire d'Iran je suis le seigneur. Et je possède les pays [suivants]:

1. la Perside, la Parthie, la Susiane, la Mésène, l'Asôrestan, l'Adiabène, l'Arabie, l'Atropatène, l'Arménie, la Géorgie, la Machélonie, l'Albanie du Caucase, le Balâsagân jusqu'au-devant du Caucase et des Portes de l'Albanie du Caucase, et toute la chaîne de l'Elbourz, la Médie, l'Hyrcanie, la Margiane, l'Arie et tous les pays de « tout en haut », la Carmanie, la Sacastène, la Tourène, le Moukrân, la Paradène, le Sind et les pays des Kouchans, jusqu'au devant de Paskibour et jusqu'aux confins de la Kachgarie, de la Sogdiane et de Tachkent, et de l'autre côté de la mer l'Oman...

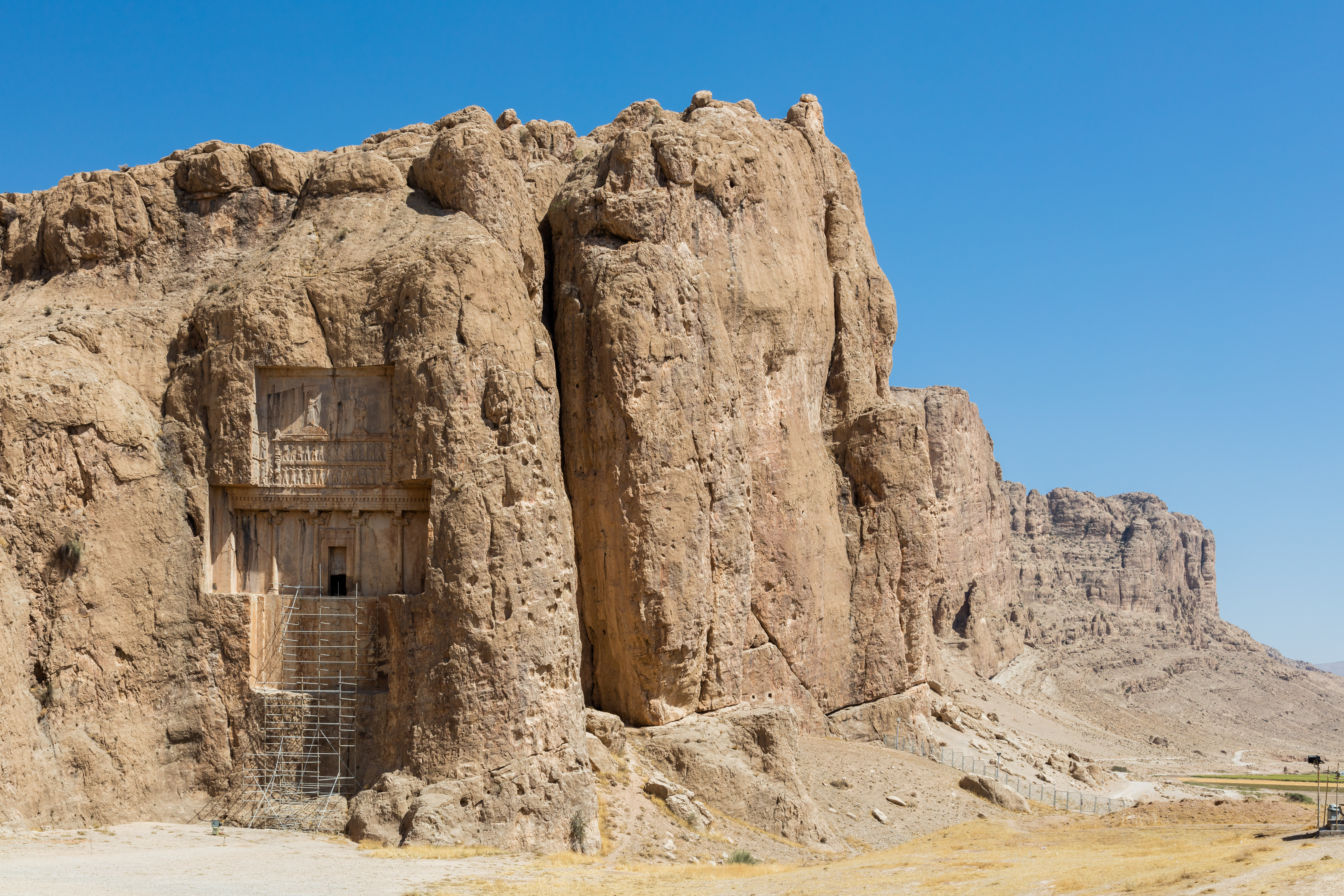
Naqsh-e Rostam, près de Shiraz.
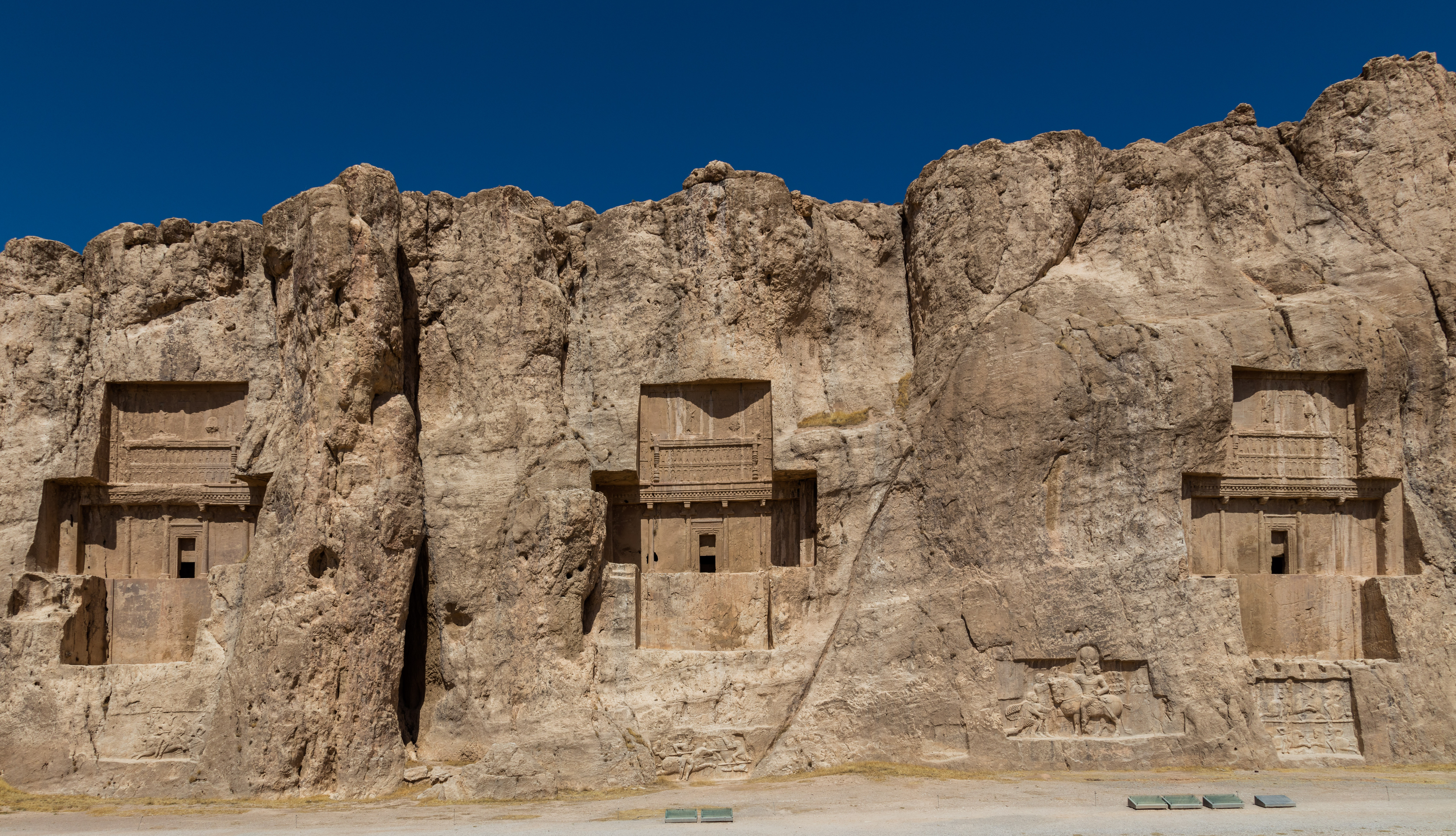
Tombes des rois achéménides.
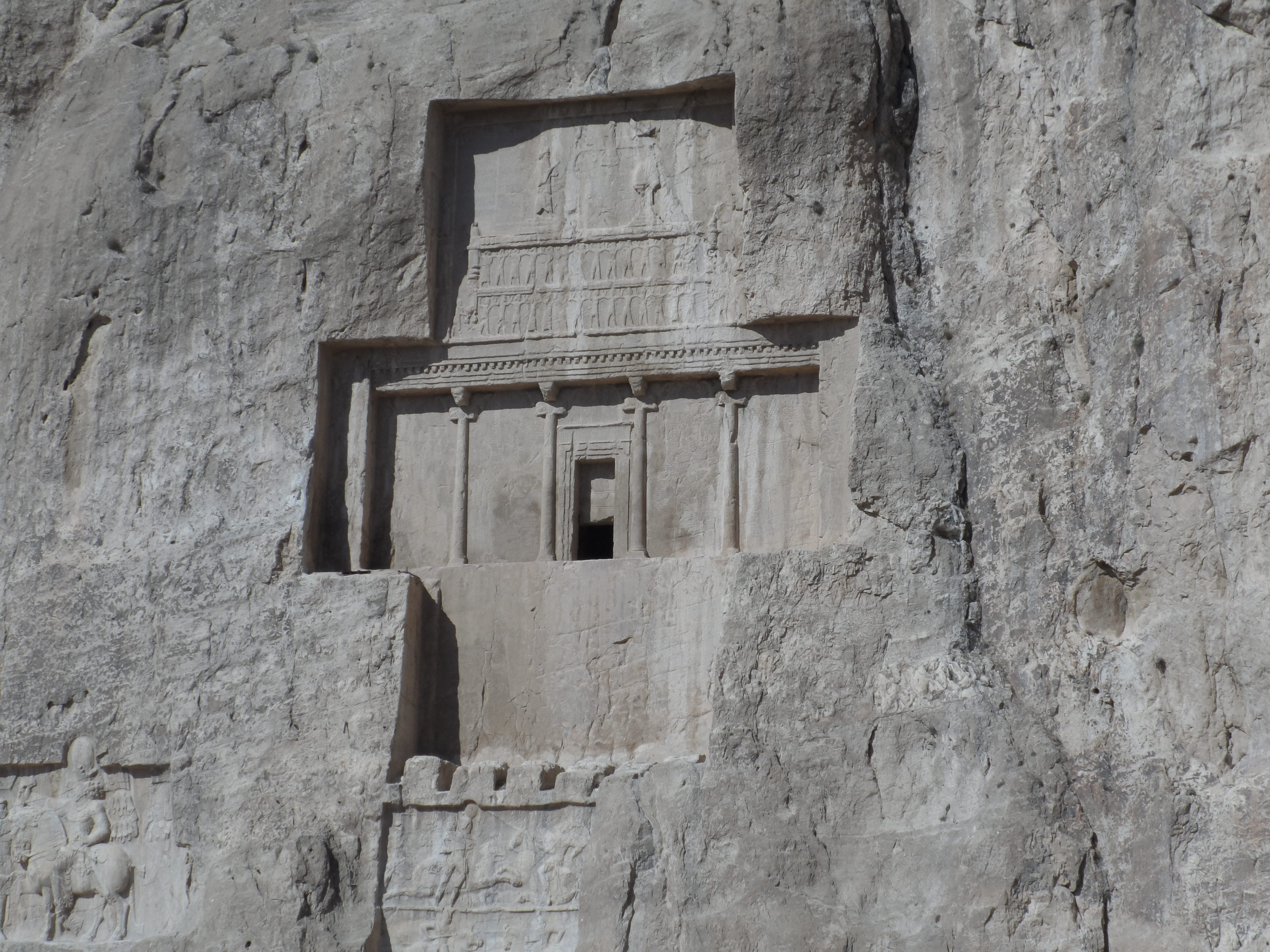
Tombe de Darius Ier.
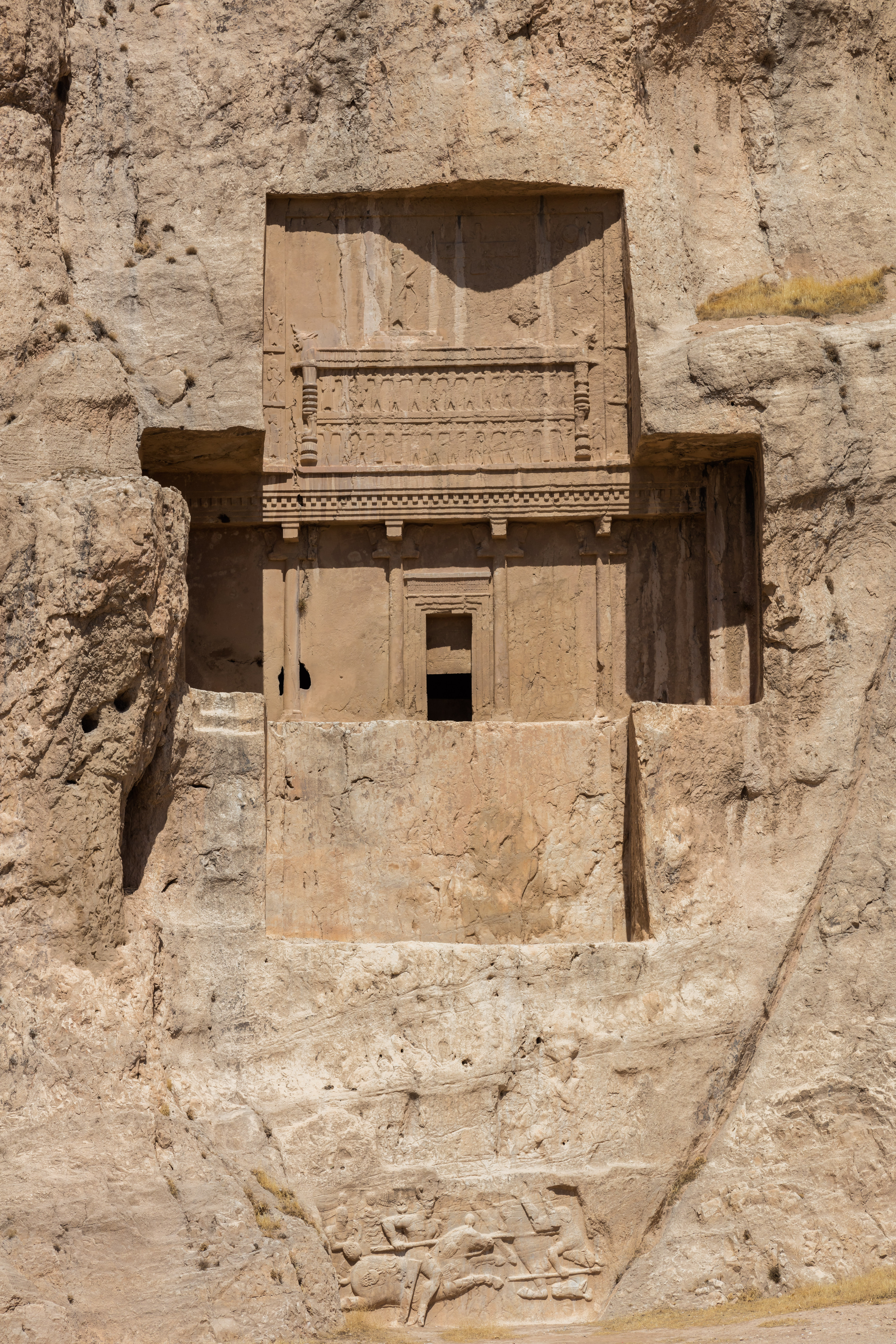
Une autre tombe, surmontée d'un bas-relief et présentant un autre bas-relief à sa base.
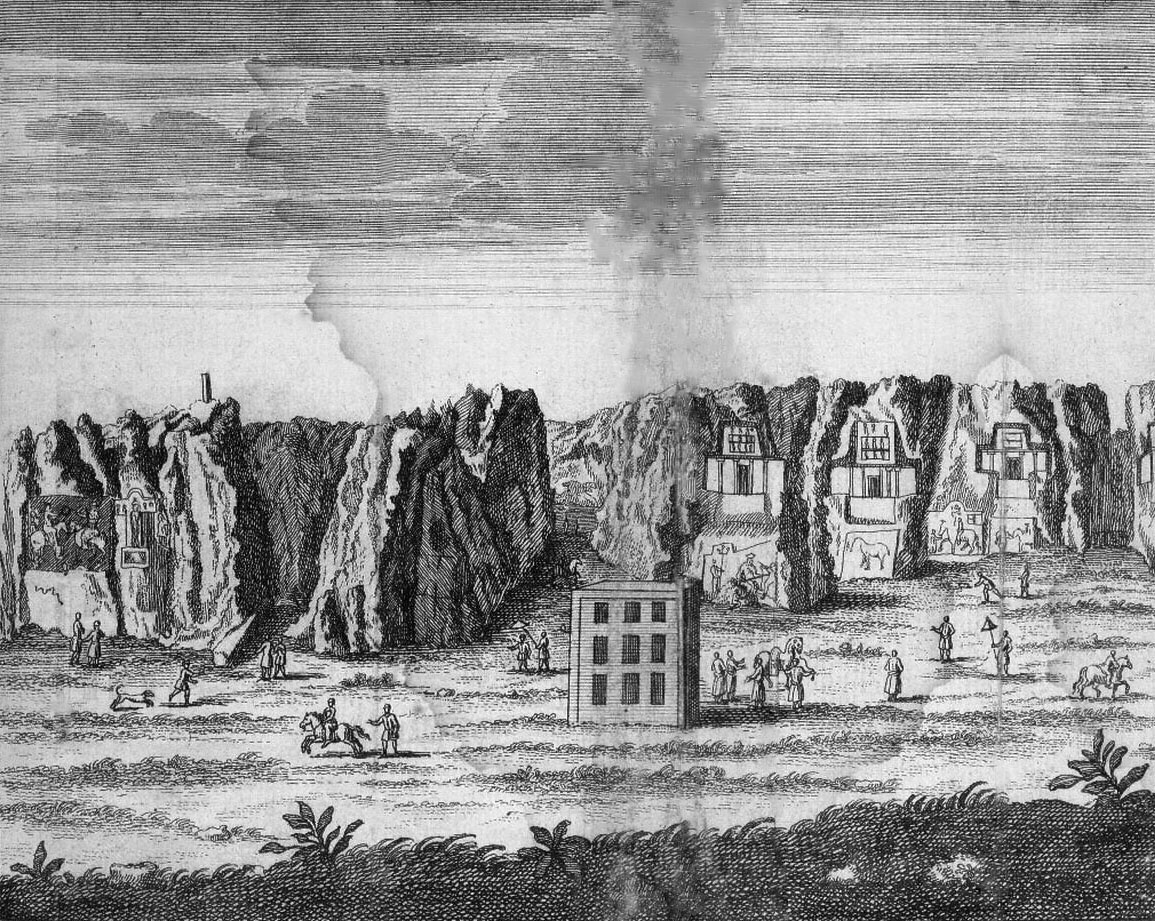
Naqsh-e Rostam vue par le Chevalier Chardin lors de son voyage en Perse en 1723.